# يوليا هاوزر
يوليا هاوزر (بالألمانية: Julia Hauser)‏ هي تريثلت نمساوية، ولدت في 21 فبراير 1994 في فيينا في النمسا.

## وصلات خارجية
- يوليا هاوزر على موقع اتحاد الترياتلون الدولي (الإنجليزية)
- يوليا هاوزر على موقع اللجنة الأولمبية الدولية (الإنجليزية)
- يوليا هاوزر على موقع أوليمبيديا (الإنجليزية)